# Colomesus
Colomesus es un género de peces globo de agua dulce y marina, del río Amazonas y la costa oeste del océano Atlántico.

## Especies
Existen dos especies reconocidas en este género:
- Colomesus asellus (Müller & Troschel, 1849)
- Colomesus psittacus (Bloch & Schneider, 1801)